# Stig Jäder
Stig Olov Jäder (* 11. August 1954 in Sandviken) ist ein ehemaliger schwedischer Skilangläufer.
Jäder, der für den Edsbyns SK und Jäderfors SK startete, nahm an den Olympischen Winterspielen 1980 in Lake Placid teil. Dort errang er den 25. Platz über 30 km. Im Jahr 1976 wurde er schwedischer Meister mit der Staffel von Edsbyns SK.